# Rezoluția 492 a Consiliului de Securitate al ONU
Rezoluția 492 a Consiliului de Securitate al Organizației Națiunilor Unite, adoptată în unanimitate la 10 noiembrie 1981, după examinarea cererii de aderare a statului Antigua și Barbuda și cercetarea raportului întocmit de Comitetul pentru admiterea de noi membri, a recomandat Adunării Generale admiterea arhipelagului Antigua și Barbuda ca stat membru al Organizației Națiunilor Unite.

## Efect
Adunarea Generală a admis Antigua și Barbuda ca stat membru al Organizației Națiunilor Unite la 11 noiembrie 1981.